# Dino Falconi
Dino Falconi (Livorno, 18 settembre 1902 – Milano, 12 febbraio 1990) è stato uno scrittore e regista italiano.

## Biografia

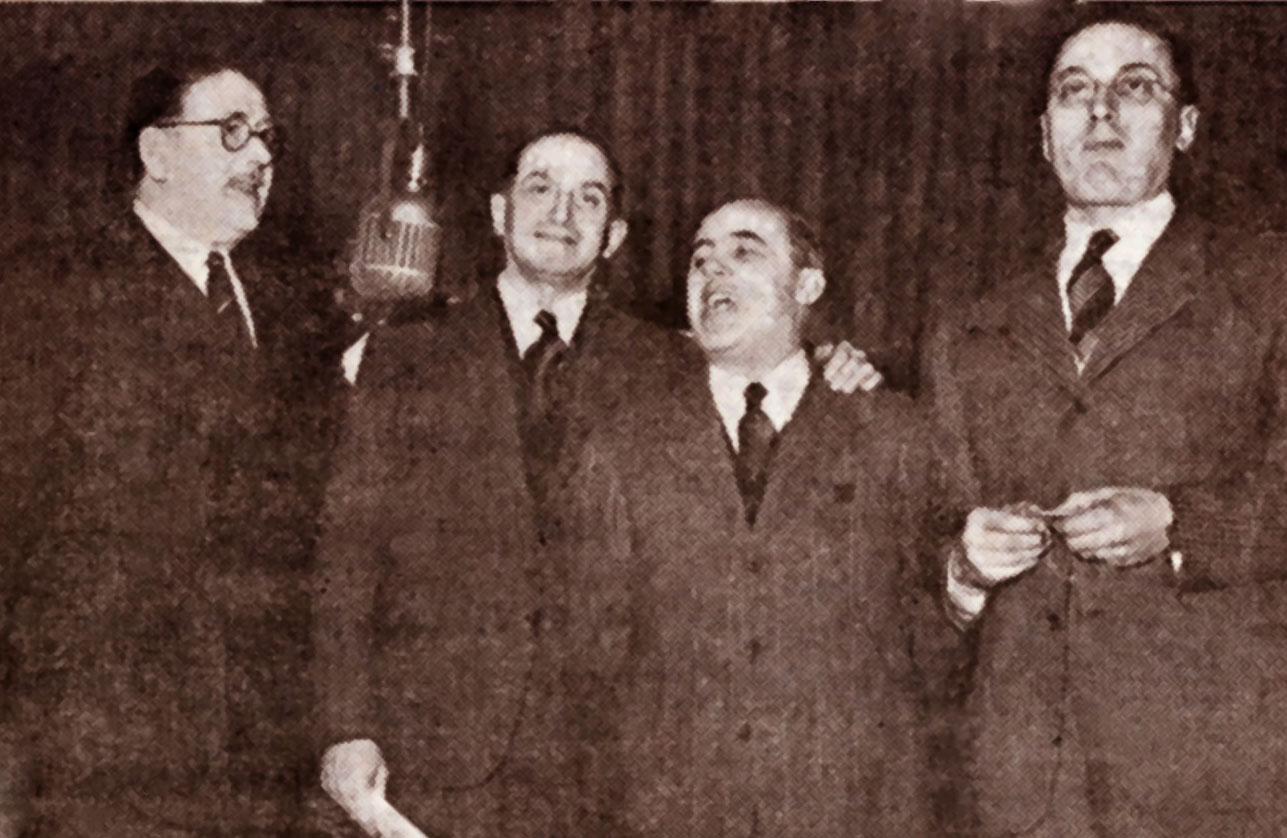
Da sinistra Dino Falconi con Frattini, Rovi e Spiller nel 1950

Figlio di Armando Falconi e Tina Di Lorenzo, una coppia di grandi attori dell'epoca, iniziò negli anni venti la sua attività di giornalista, occupandosi soprattutto di cronache dello spettacolo su Il Popolo d'Italia. In quel periodo intraprese l'attività di sceneggiatore spesso insieme a Oreste Biancoli con il quale, per diversi anni, scrisse una grande quantità di testi, non solo per il teatro ma anche per il cinema e la radio.
I suoi soggetti e sceneggiature erano legati soprattutto al teatro leggero e al varietà. I copioni scritti da lui furono interpretati da Anna Magnani, Totò, Vittorio De Sica e Macario. Scrisse anche i testi per alcuni spettacoli radiofonici dell'EIAR e successivamente della RAI.
Nel 1931 scrisse il primo soggetto per il film Rubacuori, per passare alla regia con la pellicola Vento di milioni del 1941. Dalla fine degli anni '40 è stato autore di vari programmi di varietà radiofonici e televisivi Rai, spesso in collaborazione con Angelo Frattini, Vincenzo Rovi e Attilio Spiller.

## Filmografia
- Rubacuori, regia di Guido Brignone (1931) soggetto
- Patatrac, regia di Gennaro Righelli (1931) soggetto
- Televisione, regia di Charles de Rochefort (1931) dialoghi
- Le lucciole della città (1931) soggetto, sceneggiatura e regia
- L'ultima avventura, regia di Mario Camerini (1932) soggetto
- La segretaria per tutti, regia di Amleto Palermi (1933) soggetto
- Sette giorni cento lire, redia di Nunzio Malasomma (1933) soggetto
- Joe il rosso, regia di Raffaello Matarazzo (1936) soggetto
- Nozze vagabonde, regia di Guido Brignone (1936) soggetto
- La mazurka di papà, regia di Oreste Biancoli (1938) soggetto
- L'eredità in corsa, regia di Oreste Biancoli (1939) sceneggiatura
- Frenesia, regia di Mario Bonnard (1939) soggetto e sceneggiatura
- Alessandro, sei grande!, regia di Carlo Ludovico Bragaglia (1940) sceneggiatura
- Piccolo alpino, regia di Oreste Biancoli (1940) sceneggiatura
- Vento di milioni (1940) soggetto, sceneggiatura e regia
- Scarpe grosse (1940) sceneggiatura e regia
- Il chiromante, regia di Oreste Biancoli (1941) sceneggiatura
- Don Giovanni (1942) soggetto e regia
- Canzoni per le strade, regia di Mario Landi (1950) sceneggiatura
- Canzoni di mezzo secolo, regia di Domenico Paolella (1952) sceneggiatura
- Io, Amleto, regia di Giorgio Simonelli (1952) sceneggiatura
- Gran varietà, regia di Domenico Paolella (1953) soggetto
- Signori si nasce, regia di Mario Mattoli (1960) soggetto
- Canzoni di ieri, canzoni di oggi, canzoni di domani, regia di Domenico Paolella (1962) soggetto e sceneggiatura

## Il teatro
- Triangoli di Dino Falconi e Oreste Biancoli, regia di Dario Niccodemi, prima al Teatro Manzoni di Milano il 18 gennaio 1930.
- Facciamo due chiacchiere di Dino Falconi e Oreste Biancoli, regia di Gero Zambuto, prima al Teatro Arcimboldi di Milano, il 6 febbraio 1931.
- Navigliana, di Falconi e Biancoli, Milano, Teatro Olimpia, 14 novembre 1932.
- La città delle lucciole di Falconi e Biancoli, 1941.
- Ah...ci risiamo! di Falconi e Biancoli, 1945.
- Viva Fra Diavolo di Dino Falconi, 1945.
- Quo Vadis? di Falconi, Biancoli e Orio Vergani, 1950.
- Votate per Venere di Falconi e Vergani, 1951.
- Black and White di Falconi, Biancoli e Vergani, 1951.
- Cocoricò, varietà di Falconi, Frattini e Spiller, 1952.

## Il varietà radiofonico EIAR
- Terziglio di Falconi, Gerardo Jovinelli e Ramo, regia di Claudio Fino, trasmessa il 13 marzo 1943.

## Il varietà radiofonico Rai
- Mettiamo le cose a posto, ovvero La via dei cerini,  torneo umoristico di Dino Falconi e Bel Ami, regia di Claudio Fino, settimanale trasmesso 1947
- Il pranzo è servito, manuale per chi invita o è invitato, di Falconi e Frattini, regia di Renzo Tarabusi (1957)

## Il varietà televisivo Rai
- Antologia del buonumore di Falconi, Biancoli, Marcello Marchesi, Vittorio Metz, Italo Terzoli, Scarnicci, Renzo Tarabusi e Silva, regia di Mario Landi, trasmesso dal 7 gennaio 1954 al 18 marzo 1954.
- Album personale di Elena Giusti di Falconi e Vincenzo Rovi, regia di Vito Molinari, 8 febbraio 1954.
- Per favore dica lei di Dino Falconi, regia di Vito Molinari e Sergio Spina, trasmesso dal 20 febbraio al 24 giugno 1954.
- I cinque sensi sono sei di Falconi, Rovi, Silva e Terzoli, regia di Mario Landi, trasmesso dall'11 marzo al 6 maggio 1954.